# Vieni a vivere
Vieni a vivere è il primo singolo estratto dal terzo album di Dente, L'amore non è bello, pubblicato nel 2009.

## Il video
Il video, girato a Venezia, è diretto da Marco Bellone.

## Tracce
Testi e musiche di Dente.
1. Vieni a vivere – 3:30

## Formazione
- Dente - voce, chitarre, percussioni, cori
- Andrea Cipelli - pianoforte, krumar, basso
- Gianluca Gambini - batteria
- Enrico Gabrielli - direzione dei fiati, sax